# Valle de Tabladillo
Valle de Tabladillo ist ein Ort und eine nordspanische Gemeinde (municipio) mit 74 Einwohnern (Stand: 2024) in der Provinz Segovia in der Autonomen Gemeinschaft Kastilien-León. 

## Lage und Klima
Die Gemeinde Valle de Tabladillo liegt etwa 45 km (Fahrtstrecke) nordnordöstlich von Segovia in einer mittleren Höhe von ca. 935 m. Das Klima ist im Winter rau, im Sommer dagegen gemäßigt bis warm; Regen (ca. 656 mm/Jahr) fällt übers Jahr verteilt.

## Bevölkerungsentwicklung
| Jahr      | 1970 | 1981 | 1991 | 2001 | 2011 | 2021 |
| Einwohner | 396  | 260  | 201  | 153  | 113  | 80   |

## Sehenswürdigkeiten

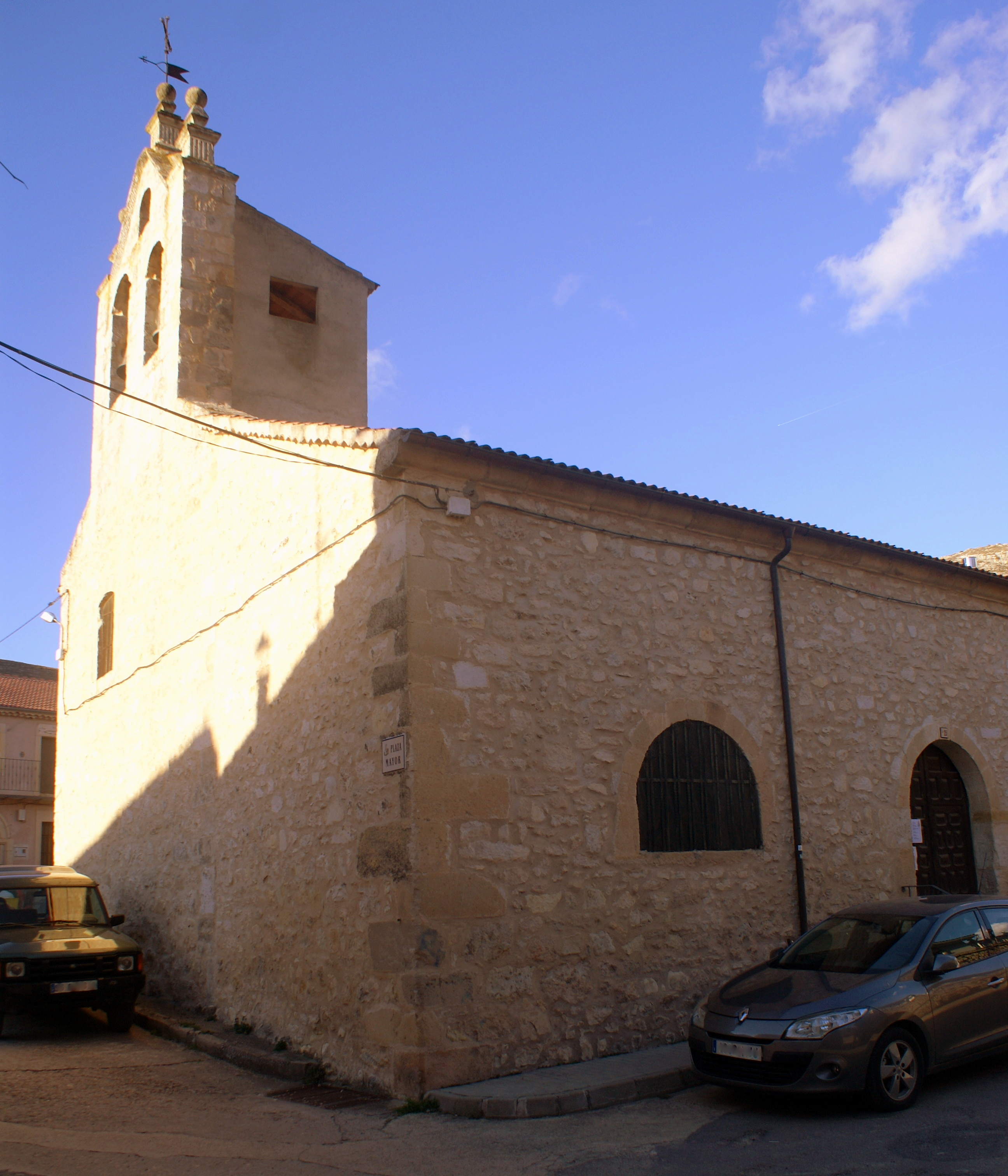
Kirche der Unbefleckten Empfängnis
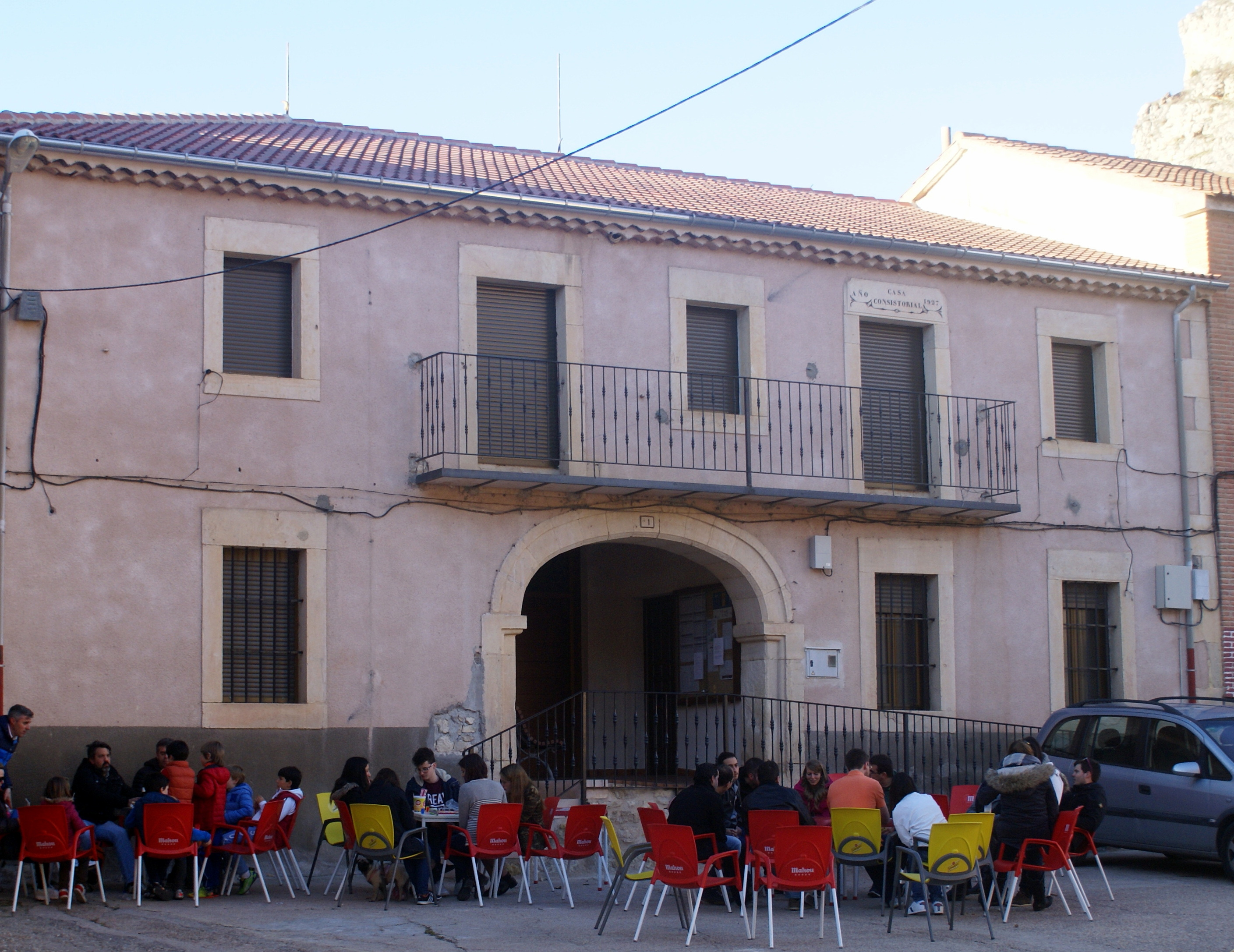
Rathaus

- Kirche der Unbefleckten Empfängnis
- Rathaus